# Three movements (Waignein)
Three movements is een compositie voor piano en harmonieorkest van de Belgische componist André Waignein.
Het werk is opgenomen op cd door het Groot Harmonieorkest van de Belgische Gidsen onder leiding van Norbert Nozy.